# NGC 4640
NGC 4640 (również PGC 42753 lub UGC 7888) – galaktyka spiralna z poprzeczką (SB?), znajdująca się w gwiazdozbiorze Panny. Odkrył ją Lewis A. Swift 17 kwietnia 1887 roku. Należy do Gromady w Pannie.